# 布尔干省
布尔干省（羅馬化：Bulgan aimag）位於蒙古國北部，面積48,733平方公里，人口53,655 (2011年)。首府布爾干市。

## 行政区划
布尔干省分为16个苏木。

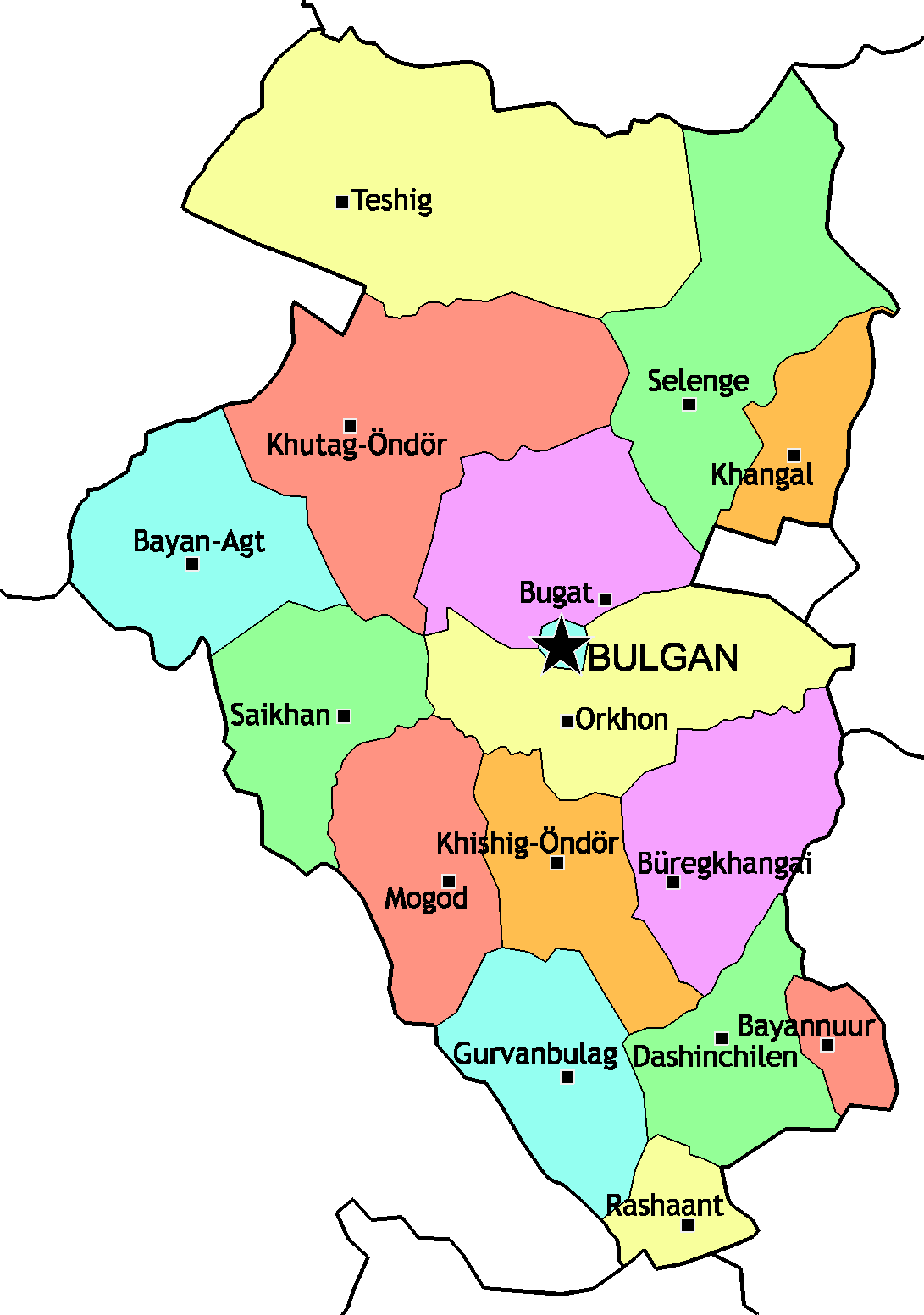
布尔干省分县地图

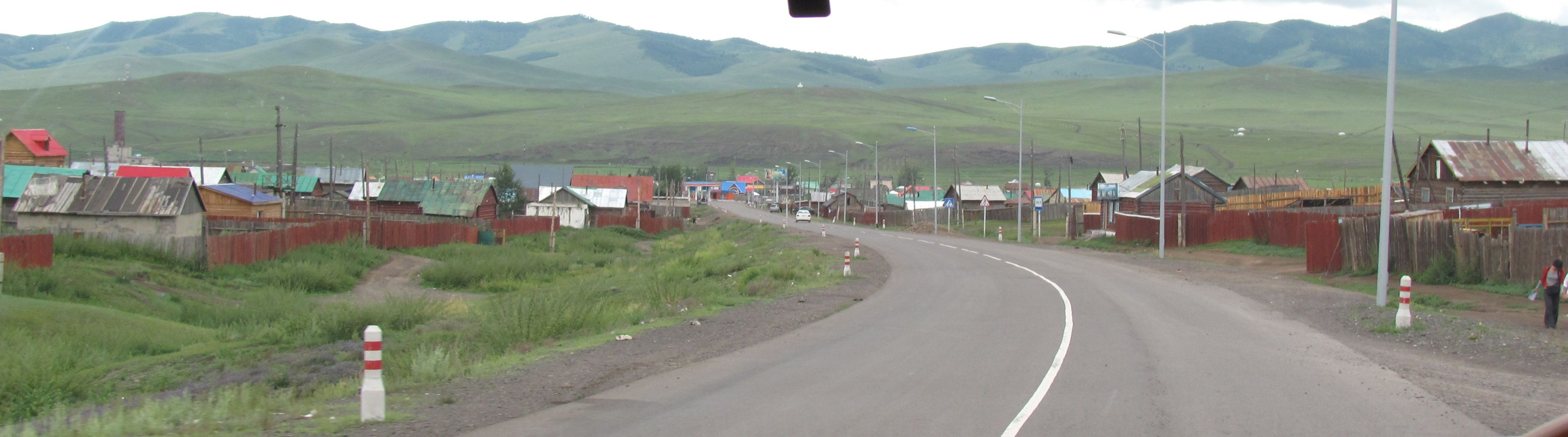
布尔干市的全景视图 (2011年)

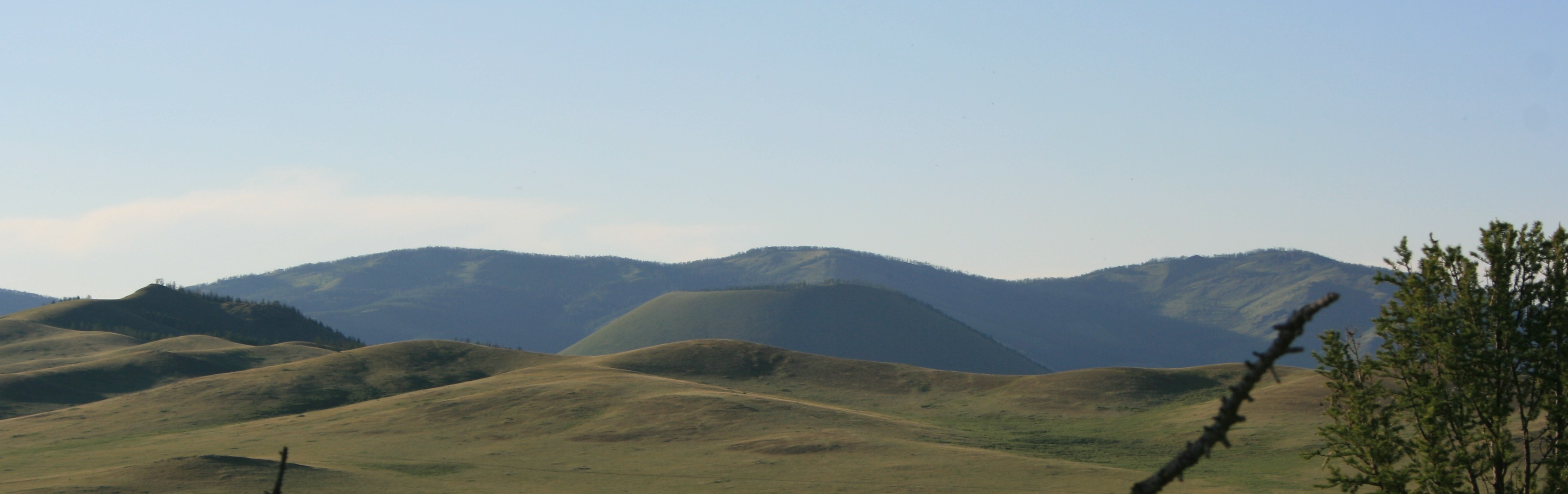
布尔干省西部Uran Togoo山脉的全景视图 (2008年)

| 布尔干省的苏木行政中心地图 |
| -------------------------- |
| \| \| 50km · 30miles 特希格苏木 色楞格苏木 赛汗苏木 拉善特苏木 鄂尔浑苏木 毛高德苏木 胡塔格温都尔苏木 黑希格温都尔苏木 汗嘎勒苏木 古尔班布拉格苏木 达欣其楞苏木 布雷格杭爱苏木 布嘎特苏木 巴彦淖尔苏木 巴彦阿格特苏木 布尔干市 (布尔干苏木) '"`UNIQ--templatestyles-00000024-QINU`"' 苏木在布尔干省 Legend： · 1: 布尔干市 (布尔干苏木) 2: 巴彦阿格特苏木 · 3: 巴彦淖尔苏木 4: 布嘎特苏木 5: 布雷格杭爱苏木 · 6: 达欣其楞苏木 7: 古尔班布拉格苏木 8: 汗嘎勒苏木 · 9: 黑希格温都尔苏木 10: 胡塔格温都尔苏木 · 11: 毛高德苏木 12: 鄂尔浑苏木 13: 拉善特苏木 · 14: 赛汗苏木 15: 色楞格苏木 16: 特希格苏木 ·                           |
|                            |

- 布尔干省的色楞格河 (2014年)
- 布尔干市的民居 (2014年)
- 布尔干市的民居 (2014年)
- 布尔干市的民居 (2014年)
- 巴彦淖尔苏木的榆树 (2008年)
- 開放的榆樹林地在巴彦淖尔苏木的沙質草原上 (2008年)
- 色楞格苏木的草原 (2011年)
- 拉善特苏木的景觀 (2011年)
- 布嘎特苏木 (2000年)